# Рептилоїди

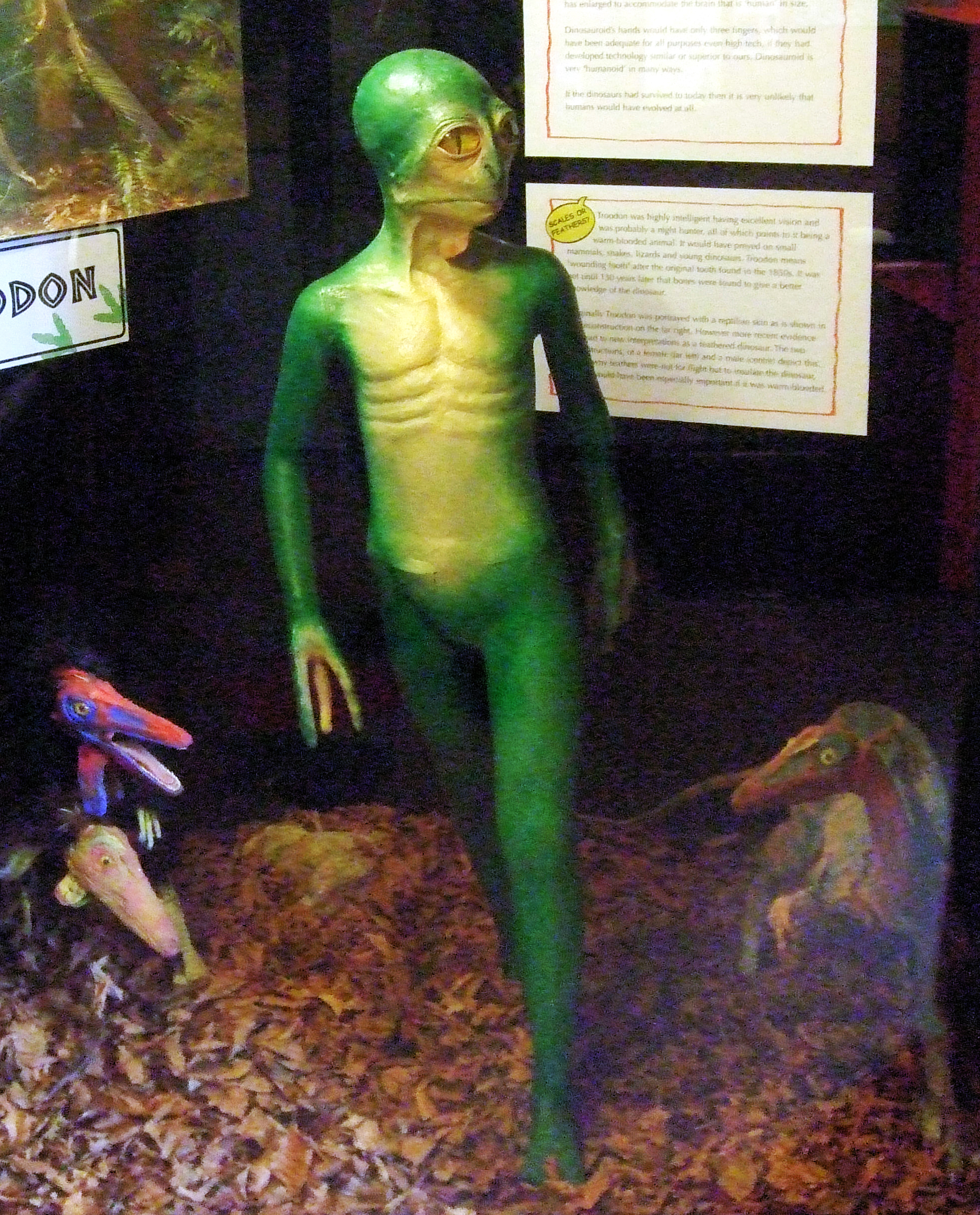
Скульптура гіпотетичного рептилоїда в Дорчестерському музеї, Англія.

Рептило́їди (англ. reptilians, reptoids, reptiloids, draconians) — міфічні створіння, що поєднують в собі ознаки гуманоїда і рептилії. Рептилоїди займають значне місце в міфології різних народів світу, науковій фантастиці, фентезі, сучасній уфології і теоріях змови.
Популяризатором ідеї існування чужопланетян-рептилоїдів на Землі є Девід Айк. У розробленій Айком теорії змови стверджується, що рептилоїди, у зміненому під людський образ вигляді, захопили значну політичну владу на Землі (або мають безпосередній великий вплив на світових лідерів) і маніпулюють нашим суспільством для контролю над планетою Земля.

## Рептилоїди в міфах

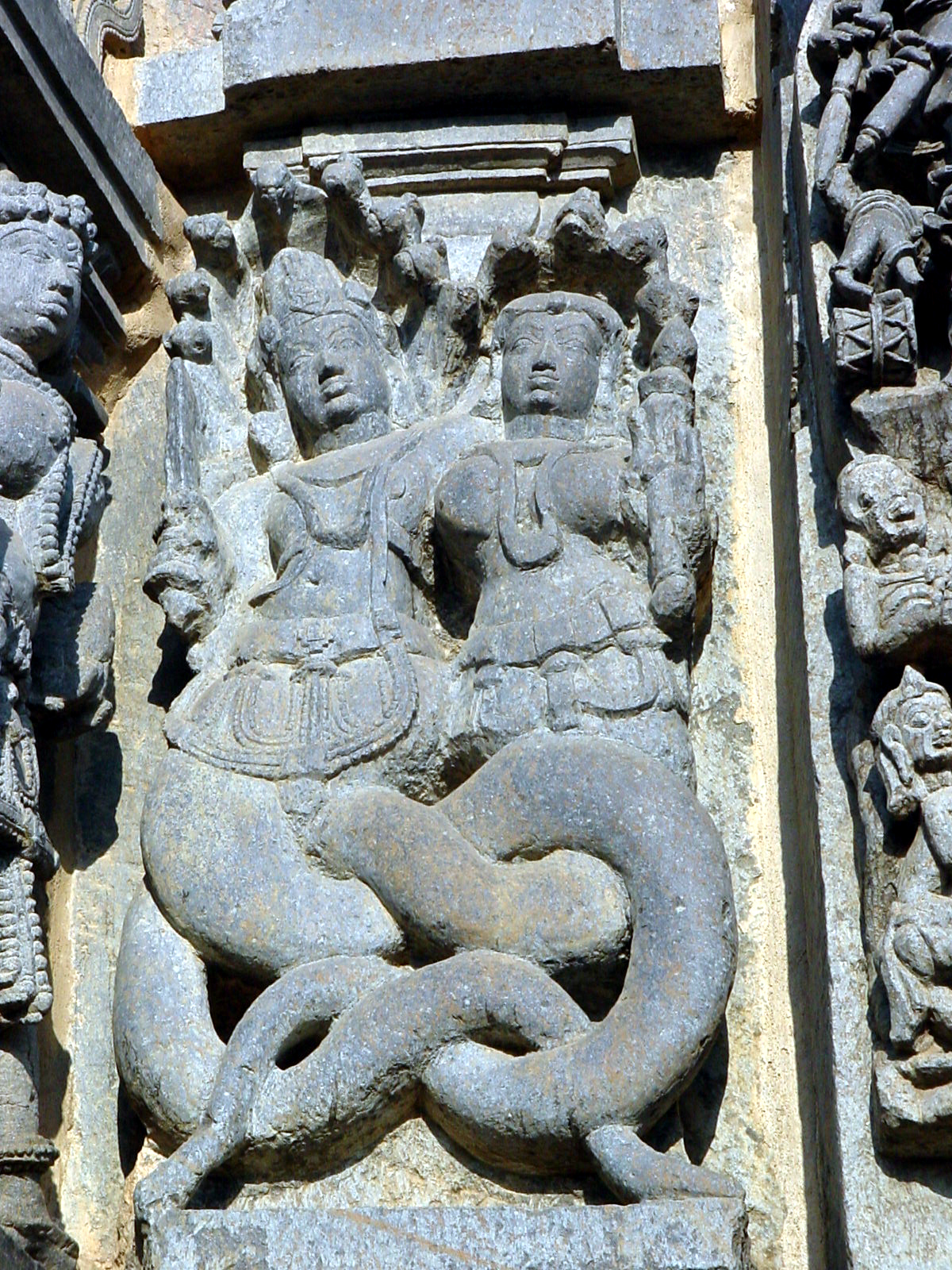
Барельєф нагів (храм Ченнакесава, Белур)

Людиноподібні рептилії часто фігурують в міфах народів світу. Нерідко рептилії виступали тотемними тваринами. Так, аборигени Австралії вірили, що люди походять від безстатевих чорних ящірок, з яких герой Мура-мура поступово «виліпив» людей, надаючи їм звичної подоби. В індуїзмі та буддизмі згадуються наги — напів-боги, які часто мають людські тулуб і голову. Культурні герої Стародавнього Китаю Фу-сі та Нюй-ва зображаються як люди зі зміїними хвостами замість ніг. Подібний вигляд мав повелитель вод Шен-лонг з тілом дракона і головою чоловіка. Істота японського фольклору каппа має риси людини й черепахи.
Єгипетський бог земних вод Себек мав тіло людини і голову крокодила. Гіганти і Тифон з давньогрецької міфології зображалися людьми величезного зросту, у котрих замість ніг росли два зміїні хвости.

## Рептилоїди в фантастиці
Введення образу людини-ящера у фантастику приписується письменнику Роберту Говарду в його книгах про Конана-варвара. Перша поява такої істоти відбулася в творі «Тіньове царство» (англ. The Shadow Kingdom) у 1929 році під назвою «змієлюдина» (англ. serpent men). Там це були істоти, що володіли магією, в тому числі для створення ілюзій та маніпулювання людьми. Люди-ящери під назвою «народ Йіга» фігурують в творах Говарда Лавкрафта, зокрема «Безіменному місті» (1921). Також він описував істот «глибоководних», що поєднували риси людини, риб та земноводних. Окрім того в Едгара Райса Берроуза в творі «У центрі Землі» (1914) описувався підземний світ, населений розумними літаючими ящерами.
Гаррі Гаррісон в трилогії «Едем» (1984—1989) ввів рептилоїдів як гуманоїдних нащадків динозаврів. Таку ідею вперше висловив у 1982 році палеонтолог Дейл Расел, говорячи, що динозаври троодони володіли якостями, що могли б розвинути їх у мислячих істот. Взявши за основу реконструйований вигляд цих динозаврів, він вигадав образ прямоходячої людиноподібної істоти . Скульптура цієї істоти, виконана Расселом та Роном Сеґвіном, стала дуже популярною і значною мірою визначила образ рептилоїдів у масовій культурі.
Ящеролюди присутні в багатьох фентезійних та науково-фантастичних настільних рольових іграх (Dungeons & Dragons, Warhammer Fantasy Battles), звідки перейшли у відеоігри та твори за мотивами.
Марк Елліс в серії «Чужинці» (1997—2008) описав шумерських богів як рептилоїдів-аннунаків, які нині прагнуть повернути втрачену владу над Землею.

## Рептилоїди в паранауках
В паранауці та езотеричних вченнях, особливо сучасних, рептилоїди є частими образами. «Люди-дракони» зі зниклого континенту Лемурія згадувалися Оленою Блаватською в її «Таємній доктрині» (1888—1897). Поява рептилоїдів в уфології була зумовлена тим, що нібито багато контактерів з чужопланетянами в 1950-1970-і роки описувла їх як гуманоїдних рептилій. Французький уфолог Антон Парк в 1980-і провів паралелі між істотами шумерської міфології аннунаками та чужопланетянами-рептилоїдами, стверджуючи, що аннунаки були реальними прибульцями.
Британський письменник і прихильник теорії змови Девід Айк популяризував у 1990-і роки ідею рептилоїдів, котрі прагнуть поневолити (чи вже поневолили) Землю, впливаючи на політиків та проникаючи в людське суспільство. Основною його книгою на цю тему є «Найбільший секрет» (1999), де він відстоює думку про те, що група чужопланетян із сузір'я Дракона прибула на Землю в минулому, ставши основою для міфологій, та досі живе в підземних порожнинах. Подібні думки висловлював Захарія Сітчин в книзі «Сутички богів» (1995). Там він описував прибуття аннунаків з планети Нібіру з метою видобування золота.

## Рептилоїди як інтернет-мем

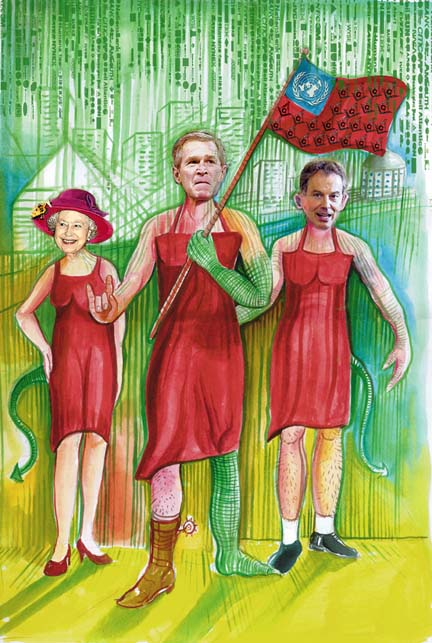
Карикатура на політиків у подобі рептилоїдів

В 2010-і роки рептилоїди стали інтернет-мемом, пов'язаним з політикою. Виникнення мему тісно пов'язане з темою рептилоїдів у теоріях змови, зокрема в інтерпретації Девіда Айка. В 2007 році на YouTube було завантажено відео «Reptile Woman - UFO Reptilian / Demon Morphing», де начебто зображено жінку, яка є замасковною ретилією. У лютому 2011, американський комік Луї Сі Кей звинуватив колишнього міністра оборони США Дональда Рамсфельда в тому, що він прибулець-рептилоїд, який «їсть мексиканських дітей». Відео з записом цього жарту набуло популярності, а в березні 2013 з'явився відеозапис, де нібито зафіксована прямоходяча рептилія в охороні президента США Барака Обами.
Відтоді зросла кількість прихильників ідеї про рептилоїдів-загарбників, які таємно керують світом через політиків, проте з іншого боку рептилоїди стали використовуватися як жартівливе пояснення всіх політичних конфліктів. Часто теорія вторгнення рептилоїдів іронічно чи на повному серйозі поєднується з теоріями Сіоністського окупаційного уряду і жидомасонської змови.